# VW L80
Der VW L80 ist ein leichter Lastkraftwagen der Marke Volkswagen Nutzfahrzeuge, der zwischen 1995 und 2000 in Brasilien als Nachfolger des MAN-VW G90 produziert wurde.

## Allgemeines
Als 1993 die mit MAN gemeinsam entwickelte Baureihe G90, die auf dem VW LT basierte, auslief, beschloss VW für den Markt der 7,5-Tonner einen eigenen, besonders leichten Lkw zu verkaufen. Dieser hatte im Verhältnis zum zulässigen Gesamtgewicht eine sehr hohe Nutzlast von bis zu 3,7 Tonnen, je nach Radstand und Aufbau. Die Kabine war nahezu identisch mit dem Vorgängermodell und ebenso kippbar. Ein neuer Kühlergrill, eine andere, in Wagenfarbe lackierte Stoßstange und andere Scheinwerfer gaben ihm ein neues Aussehen.
Der L80 wurde von Volkswagen als Fahrgestell mit Fahrerkabine hergestellt. Aufbauten wie Abschleppfahrzeug, Absetzmulde, Ladepritsche, Kippbrücke und Kofferaufbau wurden von verschiedenen Aufbauherstellern in Zusammenarbeit mit Volkswagen gefertigt.
Es gab für die Modellreihe nur einen Motorentyp: ein Vierzylinder-Turbodiesel von MWM-Brasilien mit 4,3 Litern Hubraum und einem 5-Gang-Schaltgetriebe. Dieser erfüllte bereits ab 1995 die Schadstoffgrenzwerte der erst ab 1996 geforderten Abgasnorm Euro 2 und leistete 103 kW (140 PS). 1997 wurde der Motor aufgrund der strengeren Emissionsvorschriften modifiziert, er erfüllte die Abgasnorm Euro 2 und leistete 104 kW (141 PS). Der Wagen erreicht eine Höchstgeschwindigkeit von 115 km/h. Der Kraftstofftank fasst 150 l, der L80 verbraucht 13 bis 15 Liter Dieselkraftstoff auf 100 km.

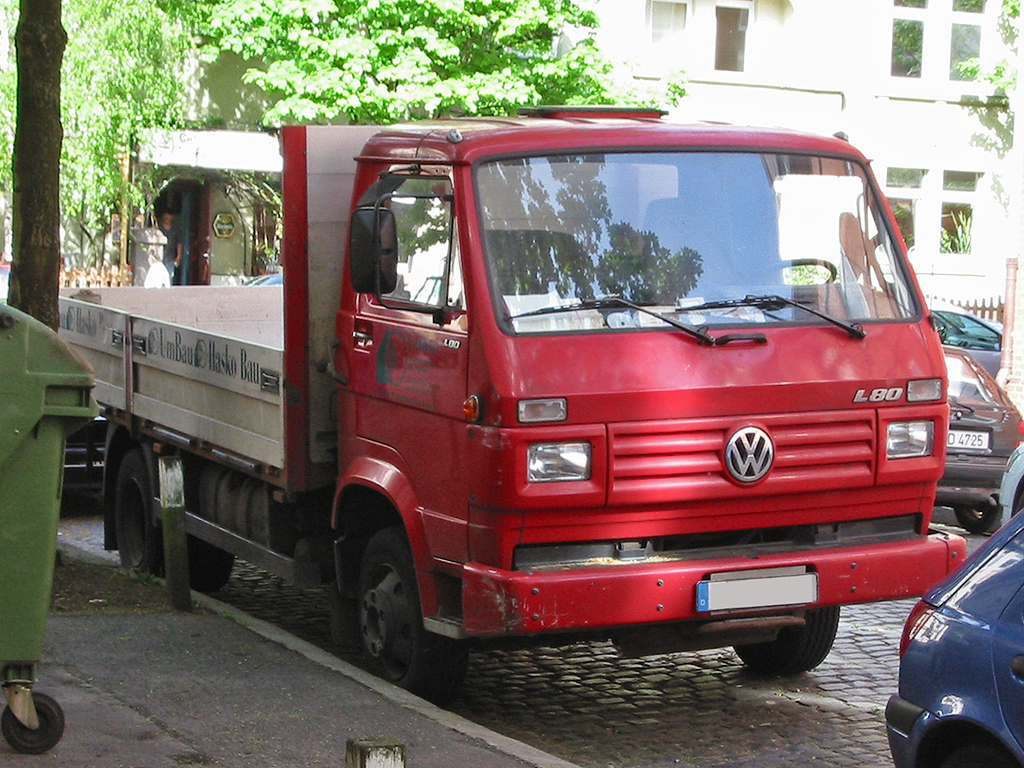
VW L80 Pritschenwagen in Daytonarot
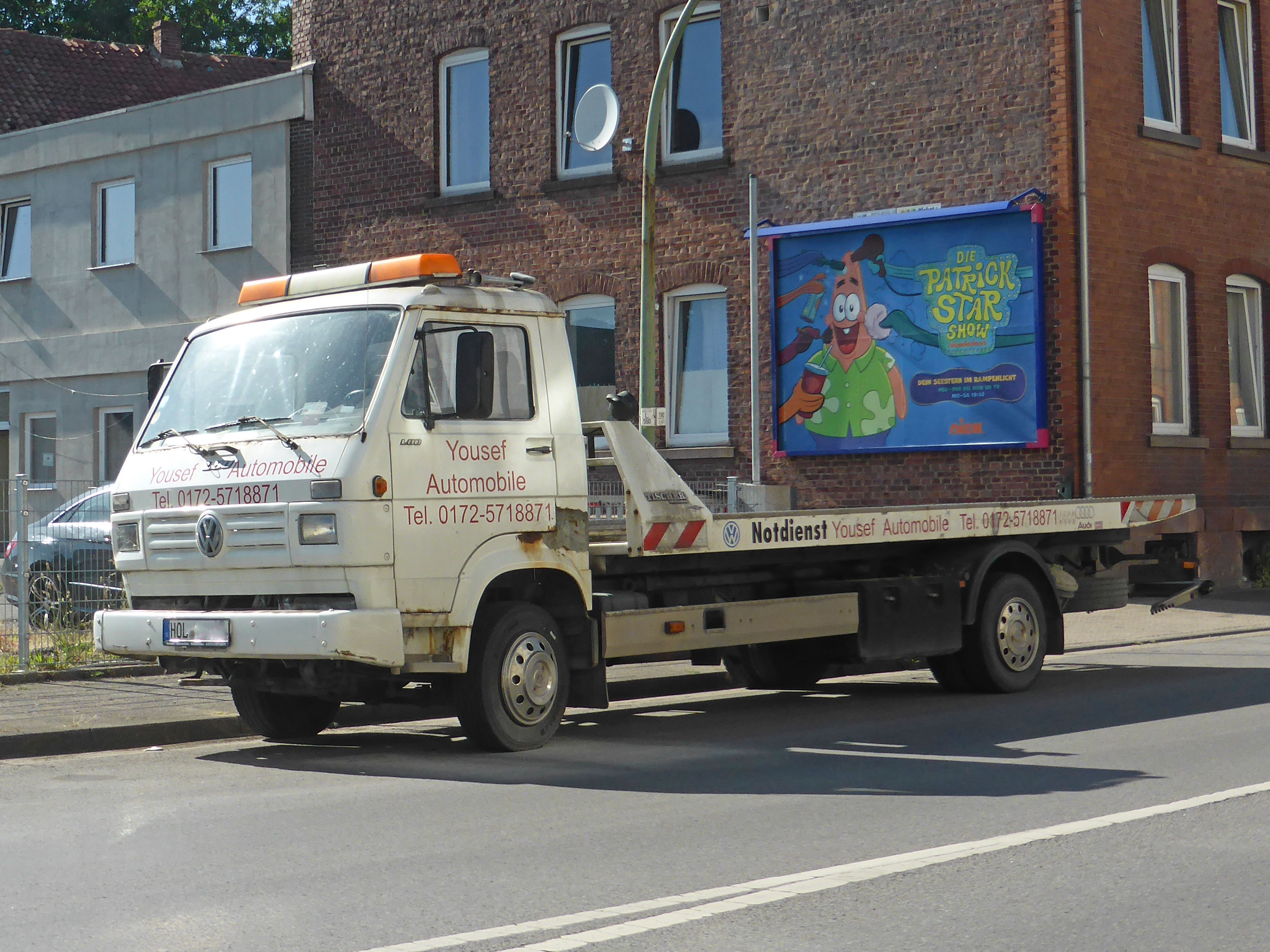
VW L80 Abschleppfahrzeug

Das Führerhaus bietet drei Sitzplätze und war serienmäßig in Starweiß, Shanghaigelb, Daytonarot (siehe Bild) und Bahamablau lieferbar. Der Antrieb des Fahrzeugs erfolgt auf die Hinterräder. Die zulässige Anhängelast beträgt 3500 kg gebremst und 750 kg ungebremst. Zur Serienausstattung gehörten unter anderem Doppelbereifung hinten, Drehzahlmesser, Lüftungsklappe auf dem Dach der Fahrerkabine, Motorbremse, Nebelschlussleuchten und Servolenkung.
Im Jahr 2000 stellte VW den Verkauf des Lkw in Europa aufgrund der erneut verschärften Emissionsvorschriften ein. In Brasilien wird das Modell aber weiterhin modernisiert als VW Delivery und VW Worker gebaut.